# Oingt
Oingt era un comune francese di 625 abitanti situato nel dipartimento del Rodano della regione Alvernia-Rodano-Alpi. Il 1º gennaio  2017 si è fuso con Le Bois-d'Oingt e Saint-Laurent-d'Oingt per formare il nuovo comune di Val d'Oingt.

## Società

### Evoluzione demografica
Abitanti censiti